# Ie Buboh
Ie Buboh is een bestuurslaag in het regentschap Aceh Selatan van de provincie Atjeh, Indonesië. Ie Buboh telt 533 inwoners (volkstelling 2010).